# Тёрнер, Кэтлин
Кэ́тлин Тёрнер (англ. Kathleen Turner, род. 19 июня 1954[…], Спрингфилд, Миссури) — американская актриса. Она является лауреатом различных наград, включая две премии «Золотой глобус», а также номинантом на Оскар, Грэмми и две Тони.
Тёрнер получила широкую известность в 1980-е после ролей в фильмах «Жар тела» (1981), «Мозги набекрень» (1983), «Преступления на почве страсти» (1984), «Роман с камнем» (1984) и «Честь семьи Прицци» (1985), за роли в последних двух фильмах она удостоилась премии «Золотой глобус» за лучшую женскую роль. За роль в фильме «Пегги Сью вышла замуж» (1986) номинировалась на Оскар. Во второй половине 1980-х и начале 1990-х Тёрнер сыграла роли в фильмах «Турист поневоле» (1988), «Война Роузов» (1989) и «Мамочка-маньячка-убийца» (1994).

## Биография
Дочь американского посла, Кэтлин выросла за рубежом. Два года проучилась в Юго-Западном университете штата Миссури, затем перевелась в университет Мэриленда в округе Балтимор. Её звезда взошла в 1981 году, когда она сыграла с Уильямом Хёртом в эротическом триллере «Жар тела». В этом фильме, как и в двух последующих — комедийном «Человек с двумя мозгами» (1983) и эротическом «Преступления на почве страсти» (1984) — она играет героинь, которые используют свои женские чары для манипуляции мужчинами.
Тёрнер окончательно закрепилась в первой шеренге голливудских актёров с выходом на экраны в 1984 году приключенческого фильма «Роман с камнем» с Майклом Дугласом и Дэнни Де Вито, за который она получила свой первый «Золотой глобус». Через 2 года она сыграла в продолжении этой картины — «Жемчужине Нила», а в 1989 году снялась у Де Вито в «Войне Роузов». За 5 лет до этого актриса вышла замуж за миллионера Джея Вейса, а через 3 года у них родилась дочь.
Пиком карьеры Тёрнер стала главная роль в «Пегги Сью вышла замуж» Фрэнсиса Форда Копполы (1986), за которую она была представлена к премии «Оскар». Тогда же она завоевала второй «Золотой глобус» за ленту «Честь семьи Прицци» с Джеком Николсоном и озвучила одного из персонажей (Джессика Рэббит) популярного фильма «Кто подставил кролика Роджера».
В 1993 году Тёрнер диагностировали аутоиммунное заболевание — ревматоидный артрит. Первоначальное лечение гормонами отразилось на внешности актрисы, приведшее её к сильной полноте. Из-за сильных болей Тёрнер практически не могла ходить. Распространялись слухи, будто она спасается от боли алкоголем. Несмотря на то, что муж Кэтлин нашёл врача, который провел лечение по современной методике пульс-терапии, актрисе понадобилось восемь лет, чтобы болезнь перешла в ремиссию. После восстановления Тёрнер вернулась в кино, снявшись в нескольких фильмах («Простое желание», «Девственницы-самоубийцы» и др.).

## Фильмография
| Год       |    | Русское название              | Оригинальное название   | Роль                            |
| --------- | -- | ----------------------------- | ----------------------- | ------------------------------- |
| 1981      | ф  | Жар тела                      | Body Heat               | Мэтти Уолкер                    |
| 1983      | ф  | Мозги набекрень               | The Man with Two Brains | Долорес Бенедикт                |
| 1984      | ф  | Роман с камнем                | Romancing the Stone     | Джоан Уаилдер                   |
| 1984      | ф  | Редкая порода                 | A Breed Apart           | Стелла Клэйтон                  |
| 1984      | ф  | Преступления на почве страсти | Crimes of Passion       | Джоанна Крэйн / Чайна Блю       |
| 1985      | ф  | Честь семьи Прицци            | Prizzi's Honor          | Айрин Уокер                     |
| 1985      | ф  | Жемчужина Нила                | The Jewel of the Nile   | Джоан Уилдер                    |
| 1986      | ф  | Пегги Сью вышла замуж         | Peggy Sue Got Married   | Пегги Сью                       |
| 1987      | ф  | Джулия и Джулия               | Julia and Julia         | Джулия                          |
| 1988      | ф  | Переключая каналы             | Switching Channels      | Кристи Коллеран                 |
| 1988      | ф  | Кто подставил кролика Роджера | Who Framed Roger Rabbit | Джессика Рэббит                 |
| 1988      | ф  | Турист поневоле               | The Accidental Tourist  | Сара Лири                       |
| 1989      | ф  | Война Роузов                  | The War of the Roses    | Барбара Роуз                    |
| 1991      | ф  | В. И. Варшавски               | V.I. Warshawski         | Виктория Варшавски              |
| 1993      | ф  | Из жизни тайных агентов       | Undercover Blues        | Джейн Блю                       |
| 1993      | ф  | Карточный домик               | House of Cards          | Руфь Мэттьюс                    |
| 1993      | ф  | Голый в Нью-Йорке             | Naked in New York       | Дана Колес                      |
| 1994      | ф  | Мамочка-маньячка-убийца       | Serial Mom              | Беверли Сатфин                  |
| 1994      | мф | Симпсоны                      | The Simpsons            | Стэйси Лавелл                   |
| 1995      | ф  | Лунный свет и Валентино       | Moonlight and Valentino | Альберта Трэйджер               |
| 1997      | ф  | Простое желание               | A Simple Wish           | Клаудиа                         |
| 1997      | ф  | Настоящая блондинка           | The Real Blonde         | Ди Ди Тэйлор                    |
| 1998      | мф | Снежная королева              | Снежная королева        | Снежная королева                |
| 1999      | ф  | Девственницы-самоубийцы       | The Virgin Suicides     | миссис Лисбон                   |
| 1999      | ф  | Гениальные младенцы           | Baby Geniuses           | Елена Киндер                    |
| 2000      | ф  | Принц Центрального парка      | Prince of Central Park  | Ребекка Кэйрн                   |
| 2000      | тф | Золушка                       | Cinderella              | Клаудетт                        |
| 2000      | ф  | Красивая                      | Beautiful               | Верна Чикл                      |
| 2000      | мф | Царь горы                     | King of the Hill        | Лиз Стрикланд                   |
| 2001      | с  | Друзья                        | Friends                 | Чарльз Бинг / Хелена Хэндбаскет |
| 2006      | мф | Дом-монстр                    | Monster House           | Констанция                      |
| 2006      | с  | Закон и порядок               | Law & Order             | Ребекка Шэйн                    |
| 2006      | с  | Части тела                    | Nip/Tuck                | Синди Пламб                     |
| 2008      | ф  | Марли и я                     | Marley & Me             | мисс Корнблат                   |
| 2009      | с  | Californication               | Californication         | Сью Коллини                     |
| 2011      | ф  | Идеальная семья               | The Perfect Family      | Эйлин Клири                     |
| 2014      | ф  | Тупой и ещё тупее 2           | Dumb and Dumber To      | Фрайда Фелчер                   |
| 2015      | ф  | Эмили и Тим                   | Emily & Tim             | рассказчик                      |
| 2016—2017 | с  | Путь                          | The Path                | Бренда Робертс                  |
| 2017      | с  | Гриффины                      | Family Guy              | Питер Гриффин                   |
| 2017      | с  | Американские мастера          | American Masters        | рассказчик                      |
| 2017      | ф  | Другая сторона свадьбы        | Another King of Wedding | Барбара                         |